# Arie van Lieshout
Adrianus (Arie) van Lieshout (Rotterdam, 14 februari 1918 – Kamp Ladelund, 9 december 1944) was een Nederlands huisschilder, kerkschilder, schilder en tekenaar, actief van 1936 tot 1944.

## Leven en werk

### Jonge jaren
Arie van Lieshout komt uit een groot katholiek gezin en groeit op in een arbeiderswijk in het westen van Rotterdam. Hij werd opgeleid tot huisschilder op de R.K. Ambachtsschool St. Joseph te Rotterdam.
Tussen 1934 het jaar dat zijn moeder overleed en 1940 heeft van Lieshout waarschijnlijk zich zelf de basis van het tekenen en schilderen eigen gemaakt. 
Op zijn persoonskaart is huisschilder als beroep doorgestreept en "fototeekenaar" toegevoegd. Daarna is kerkschilder als beroep toegevoegd met de aantekening: "Bij Geraerdts Warmond". Deze Geraedts is Wijnand Geraedts, een kerkschilder die vanaf 1934 in Warmond woont. Als zijn vader hem na de oorlog zoekt via een advertentie in de krant noemt hij zijn zoon, kunstenaar.

### Onderduiken
Vanaf maart 1942 werd de Arbeitseinsatz vanuit Duitsland in gang gezet. In Nederland werden bedrijven in de loop van dat jaar verplicht om niet essentieel personeel te melden. Studenten die de loyaliteitsverklaring niet wilden tekenen werden werkeloos en moesten dus naar Duitsland. Om als kunstenaar te kunnen werken moest van Lieshout lid worden van de Nederlandsche Kultuurkamer maar hij heeft dit geweigerd. Om aan de verplichte tewerkstelling te ontkomen moest hij onderduiken.
In 1942 kreeg Wijnand Geraerdts de opdracht om muurschilderingen te maken voor de St. Martinus kerk in Etten (GLD) waaronder een kruisweg. Omdat van Lieshout moest onderduiken verhuist hij naar Etten om Geraerdts te assisteren. De opzet van de muurschilderingen werden door Geraerdts gemaakt, de uitwerking deden ze samen.

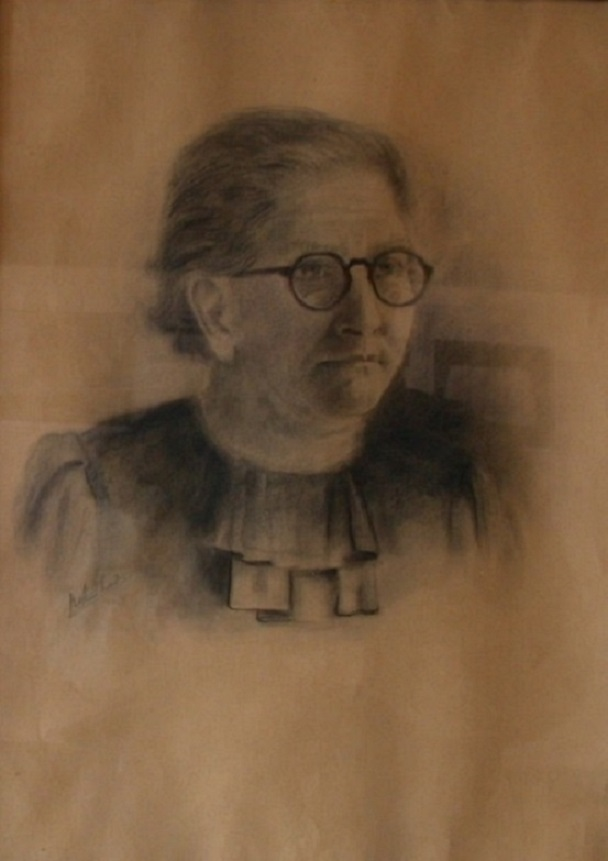
Getekend portret van Helena Thijssen-Ebbers.

Van Lieshout heeft twee onderduikadressen gehad in Etten. Eerst woonde hij bij de familie Aleven op de boerderij den Oldenhof (het Loo). Daarna bij de familie Pothof aan de Klompendijk (IJsselhunten). Hij bracht ook veel tijd door bij Kobus Ebbers, een lokale wagenmaker die de steigers voor het schilderen in de kerk leverde. Hij kreeg een relatie met zijn dochter, Sien. Hij tekende een portret van de moeder van Sien, Helena.
Naast zijn werk in de kerk maakte van Lieshout schilderijen van Etten en de omgeving als mede een aantal portretten. Hij deed dit in ruil voor spullen die hij naar zijn familie in Rotterdam kon sturen. Voor de schilderijen maakte hij eerst een snelle schets ter plekke om die thuis uit te werken. Verschillende bewoners van Etten hebben nog een Van Lieshout in huis.

### Arrestatie en gevolgen
In augustus 1944 ging van Lieshout met zijn vriendin Sien naar Groenlo voor een bezoek aan de opticien. Op de terugweg werden ze gecontroleerd door een groep SS'ers. Omdat Arie als onderduiker geen papieren had werd hij opgepakt en naar Arnhem afgevoerd.
Van Lieshout werd via Kamp Erica in Ommen naar het Polizei Durch-gangslager Kamp Amersfoort vervoert. Hij verbleef daar van 26 augustus tot 8 september 1944. Op 8 september werd hij op transport gesteld naar het Kamp Neuengamme, in de buurt van Hamburg.
Eind augustus 1944 had Hitler het bevel gegeven om een linie aan te leggen van Nederland tot Denemarken, de Friesenwall. Net als de Atlantikwall moest deze Duitsland en de bezette gebieden beveiligen tegen invasies uit zee. In het kader hiervan werd op 26 september in het noord Duitse Schwesing buitenkamp Husum-Schwesing in gebruik genomen. Op 28 september 1944 werd van Lieshout naar Husum-Schwesing getransporteerd. In oktober 1944 leefden hier ruim 2500 gevangen in acht barakken.
De Friezenwall werd doorgezet langs de grens met Denemarken met het graven van tankgrachten. De gevangen die hieraan mee moesten werken werden ondergebracht in het op 1 november geopende kamp Ladelund in het dorp Ladelund aan de Duits-Deense grens. Van Lieshout kwam hier met de eerste gevangen aan op 1 november 1944. Ook hier leefden te veel mensen (2000) in een kamp dat gebouwd was voor weinigen (200).
In de zes weken dat kamp Ladelund bestond overleden 301 gevangenen, waaronder 111 mannen die tijdens de razzia van Putten waren opgepakt.
Van Lieshout stierf op 9 december 1944 om vijf uur in de ochtend aan dysenterie.  
Het kamp Ladelund werd op 16 december 1944 gesloten.
De 300 slachtoffers van dit kamp werden begraven bij de lokale St. Petri Kerk.
St. Petri's pastoor Johannes Meijer nam het na de oorlog op zich rond de graven een waardige begraafplaats te creëren en te onderhouden. Van Lieshout ligt daar nog in graf N9.

### Waardering na de Tweede Wereldoorlog
Van Lieshout was een vaardig tekenaar en schilder, misschien wel meer een vakman. Er zijn buiten de tekeningen en schilderijen gemaakt in Etten tijdens zijn onderduikperiode en de kruiswegstaties in de St. Martinuskerk van Etten geen werken van hem bekend.
In mei 2004 werd er in de Ettense Molen een expositie opgezet over het leven van Arie van Lieshout waarbij veel schilderijen te zien waren. Ook was de St. Martinuskerk open om de muurschilderingen te bekijken. Familieleden van Arie van Lieshout waren daarbij aanwezig.
Van Lieshout heeft tijdens zijn onderduiktijd in Etten een onuitwisbare indruk achter gelaten als vriendelijk en prettig mens die tot op de dag van vandaag voortleeft in de herinneringen van de Ettenaren en zijn familie.
In 2020 zou Etten 75 jaar bevrijding vieren met een groot opgezette musical, "Van Bezetting tot Vrijheid". Door de Covid-19 pandemie kon dit niet doorgaan. De uitvoering is gepland voor oktober 2022. In deze musical zal het leven van Arie van Lieshout een belangrijke rol spelen.